# 铁路东街道
铁路东街道，是中华人民共和国山西省临汾市尧都区下辖的一个乡镇级行政单位。

## 行政区划
铁路东街道下辖以下地区：
路东社区、临钢社区、冶建社区、临纺社区、新兴社区、铁桥社区、双拥社区、三元社区、金汾社区和康庄社区。